# Хайнрих I (Шверин)
Вижте пояснителната страница за други личности с името Хайнрих I.
Хайнрих I (на немски: Heinrich I, Graf von Schwerin, der Schwarze, * ок. 1155, † 17 февруари 1228), наричан Черния, е граф на Шверин на Балтийско море.

## Биография
Той е четвъртият син на граф Гунцелин I фон Шверин († 18 юни 1185) и съпругата му Ода фон Люхов († 1190). След смъртта на Гунцелин през 1185 г. управлението поема първо неговият най-голям брат Хелмолд I, който се оттегля през 1194 г. Тогава управлението на графството поемат третият му брат Гунцелин II и Хайнрих.
След свалянето на херцог Хайнрих Лъв датчаните са поели владението в северната част на страната. През 1208 г. той се намесва в конфликтите между графовете и ги изгонва. През 1214 г. те се връщат обратно. Сестра му Ида (Ода.) се омъжва за граф Нилс (Николаус) фон Халанд († 1218/19), извънбрачен син на датския крал Валдемар II, и получава за зестра половината Графство Шверин.
Хайнрих участва в кръстоносния поход в Дамиета, където през 1221 г. умира брат му Гунцелин II. Зет му Нилс фон Халанд умира също през 1218/1219 г. и Валдемар II става опекун на малолетния си внук Николаус фон Халанд-Шверин, поставя племенника си Алберт фон Орламюнде за управител (щатхалтер) и поема така половината Шверин.
Хайнрих се връща от кръстоносния поход едва през следващата година. Понеже преговорите с краля не са успешни, през нощта на 6 към 7 май 1223 г. той отвлича датския крал Валдемар II и синът му и ги затваря. Той иска голяма сума за освобождението им. Така се стига през пролетта на 1225 г. до битката при Мьолн, която завършва с победа за Хайнрих против Албрехт и братовчед му херцог Ото фон Брауншвайг-Люнебург. Албрехт и Валдемар II попадат в плен, Ото фон Люнебург успява да избяга. На 17 ноември 1225 г. се сключва мирен договор, в който Албрехт се отказва от Холщайн в полза на граф Адолф IV фон Шауенбург. Валдемар II трябва да плати 45 000 сребърни марки за освобождението си и на неговия син.
На 22 юли 1227 г. Хайнрих побеждава и в битката при Борнхьовед и пленява Ото фон Брауншвайг, който е освободен едва през януари 1229 г. Валдемар II плаща през 1230 г. за освобождението на своите трима сина, затворени като заложници в Шверин, още 7000 сребърни марки.
Хайнрих умира на 17 февруари 1228 г. и е погребан в катедралата на Шверин.

## Фамилия
Хайнрих се жени за Аудация или за принцеса Маргарета от Померания († сл. 1267), дъщеря на херцог	Бугислаус II от Померания († 1220) и Мирослава от Померелен († 1233). Те имат децата:
- Гунцелин III († след 23 октомври 1274), женен на 30 октомври 1230 г. за Маргарета фон Мекленбург († сл. 18 август 1267), дъщеря на Хайнрих Борвин II († 5 декември 1226).
- Мехтилд фон Шверин († сл. 1 юни 1263), омъжена ок. 1236 г. за граф Хайнрих I фон Глайхенщайн († 29 януари 1257)
- Ерменгарда фон Шверин († сл. 1270), омъжена сл. 23 август 1235 г. за херцог за херцог Сватополк II от Източна Померания († 10 януари 1266)
- Хелмолд II фон Шверин († сл. 1267), граф